# غرازينا ميلر
غرازينا ميلر (بالبولندية: Grażyna Miller؛ بالإيطالية: Grażyna Miller) هي مترجمة وكاتِبة ومُدرسة وشاعرة بولندية وإيطالية، ولدت في 29 يناير 1957 في Jedwabne ‏ في بولندا، وتوفيت في 17 أغسطس 2009.